# Gullbergstunneln

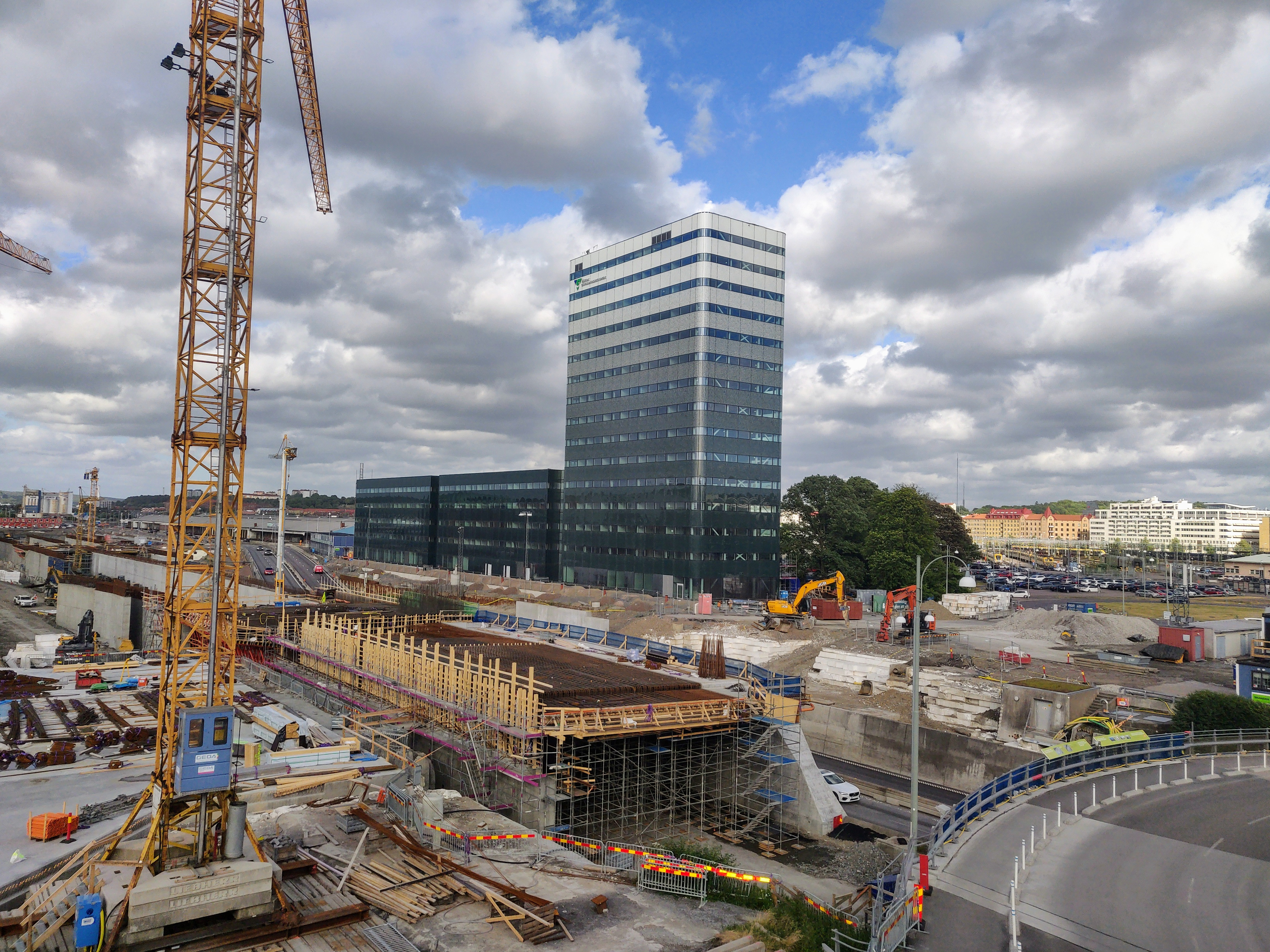
Gullbergstunneln under byggnation 2018

Gullbergstunneln är en 400 meter lång tunnel på E45 i centrala Göteborg. Tunneln invigdes 2021 och byggdes för att skydda nya bostads- och kontorsbyggnader i den nya centralt belägna stadsdelen Gullbergsvass från buller. Den byggdes genom att man sänkte den befintliga E45 med cirka 6 meter den aktuella sträckan för att senare däcka över denna. Tunneln ligger strax nordost om Götatunnelns nordliga mynning och kommer eventuellt i framtiden att bli sammanbyggd med denna. Den ligger också nära den samma år byggda Hisingsbron.